# Zone d'occupation polonaise en Allemagne
1945–1948
Entités précédentes :
- Troisième Reich

Entités suivantes :
- Bizone (1947)

La zone d'occupation polonaise en Allemagne (en polonais Polska strefa okupacyjna w Niemczech, en allemand Polnische Besatzungszone Deutschlands) était une zone d'occupation militaire, sous l'administration du gouvernement polonais en exil, située au sein de la Zone d'occupation britannique en Allemagne, et qui exista du 19 mai 1945 au 10 septembre 1948, date à laquelle l'administration en a été rendue au Royaume-Uni. 
Initialement, la zone a été créée pour les déplacés polonais, c'est-à-dire les individus libérés des camps de travail et des camps de concentration allemands, ainsi que les prisonniers de guerre. En 1945, elle était habitée par plus de 30 000 civils polonais et environ 18 000 soldats, et avait une superficie de 6 470 km2, située dans le Land actuel de Basse-Saxe. Son siège se trouvait à Haren, ville rebaptisée pour l'occasion Maczków.

## Histoire
À la fin de la Seconde Guerre mondiale, c'est au total trois millions de citoyens polonais qui se trouvaient en Allemagne, dont la plupart étaient des déplacés, arrivés là en tant qu'esclaves, prisonniers des camps de concentration allemands, ou prisonniers de guerre. La situation politique de la Pologne sous contrôle communiste étant incertaine, les autorités alliées décidèrent de créer une enclave polonaise en Allemagne, qui servirait à la fois de camp de réinstallation, de centre culturel local et de station à partir de laquelle les personnes déplacées pourraient être envoyées en Pologne ou dans divers États occidentaux. Comme la ville de Haren se trouvait dans la zone d'occupation administrée par le Premier Corps polonais (et plus précisément par la Première Division blindée polonaise, une unité rattachée à l'armée britannique), elle fut considérée comme étant l'endroit le plus approprié pour accueillir une enclave polonaise en Allemagne,.
Le 19 mai 1945, la Première Division blindée polonaise organisa le déplacement des 1 000 familles allemandes habitant à Haren vers les villages environnants. Plus de 4 000 Polonais provenant des camps de travail et des camps de prisonniers de guerre du Nord de l'Allemagne les remplacèrent et s'installèrent alors dans la ville. Beaucoup d'entre eux avaient été membres de l'Armée de l'Intérieur polonaise et avaient combattu lors de l'Insurrection de Varsovie en 1944,.
Initialement, la nouvelle enclave polonaise devait s'appeler Lwów, du nom de la ville du sud-est de la Pologne alors occupée puis annexée par l'Union soviétique. Cependant, sous la pression soviétique, son nom fut ensuite changé en Maczków, en l'honneur du général Stanisław Maczek, le commandant de la division blindée et des forces d'occupation alliées locales. Les rues de la ville furent renommées en polonais, soit en l'honneur de diverses unités militaires (Legionów, Artyleryjska, etc.), soit d'après des rues de Varsovie (avenue d'Ujazdów),.
Au cours des mois qui suivirent, une ville polonaise dotée d'un maire polonais, d'une école polonaise, d'un lycée populaire, d'une brigade de pompiers polonais et d'un presbytère polonais émergea. Ce dernier enregistra en tout 289 mariages et 101 enterrements. 479 Polonais disposent d'un certificat de naissance indiquant Maczków comme lieu de naissance. Maczków servait également de centre culturel : des journaux y étaient publiés quotidiennement (Dziennik et Defilada atteignant un tirage de 90 000 exemplaires), un théâtre y fut ouvert (dirigé par Leon Schiller), et plusieurs salles de concert étaient actives. Parmi les événements les plus notables organisés dans l'enclave polonaise figure un concert de Benjamin Britten et de Yehudi Menuhin, donné en 1947,.
À l'automne 1946, les forces polonaises stationnées dans le Nord-Ouest de l'Allemagne commencèrent à être démobilisées et rapatriées au Royaume-Uni. Les habitants civils commencèrent également à rentrer en Pologne ou à s'installer dans d'autres États européens. Finalement, à la fin de l'année 1948, la ville fut rendue à ses habitants d'origine et reprit son nom de Haren,.

## Illustrations

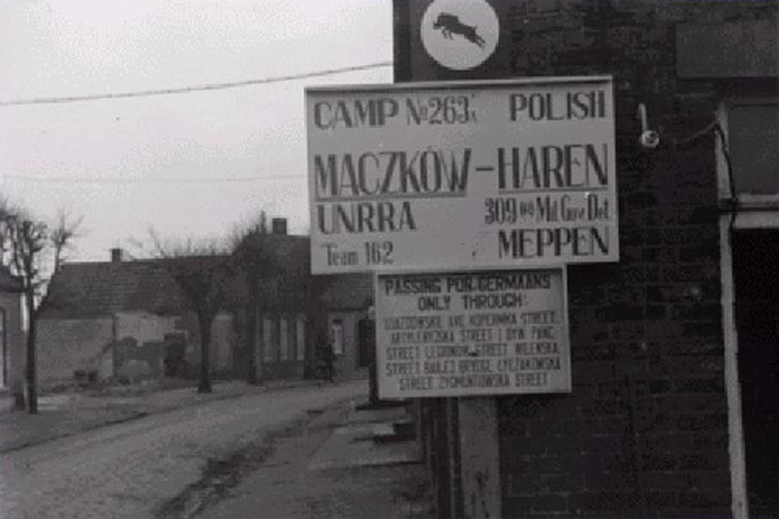
Panneau d'entrée à la limite de la ville de Maczków en 1945.
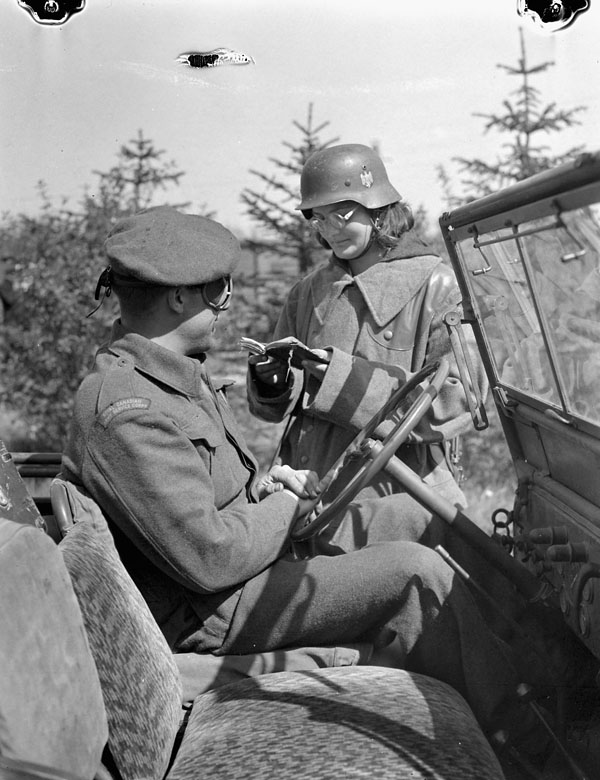
Une soldate polonaise (portant un uniforme de la Wehrmacht capturé, avec insignes polonais) vérifie des documents (mai 1945).
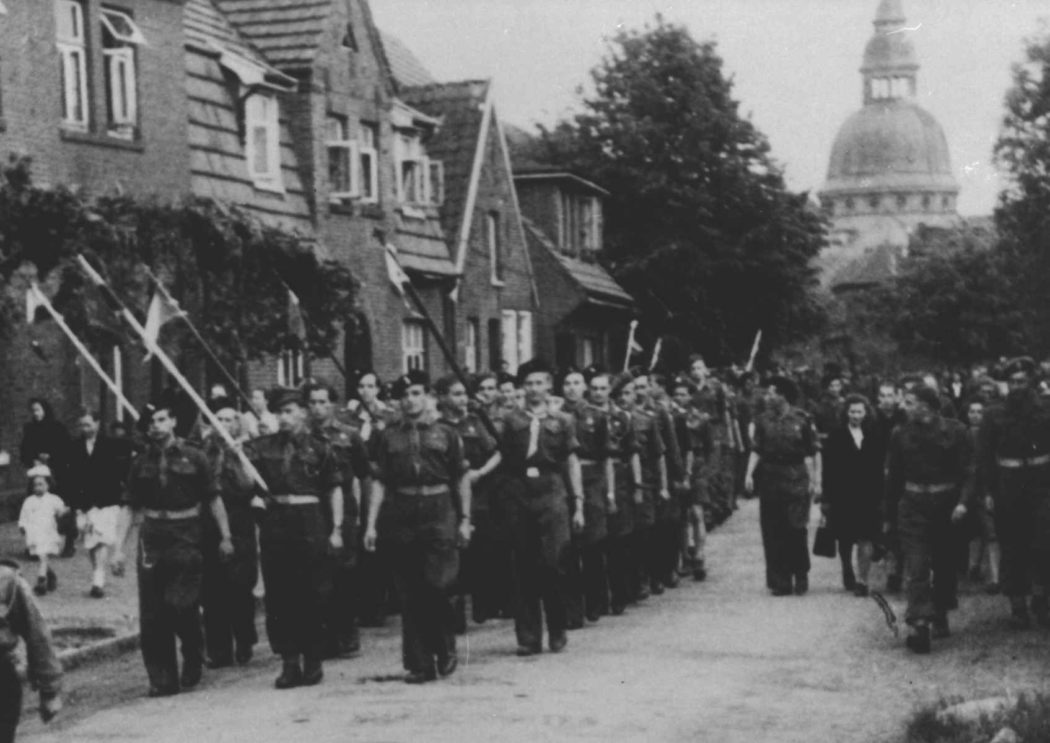
Des troupes polonaises à Haren.
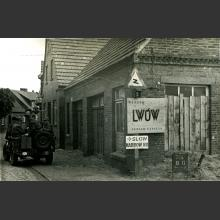
Haren provisoirement rebaptisé « Lwów ».